# Crevoladossola

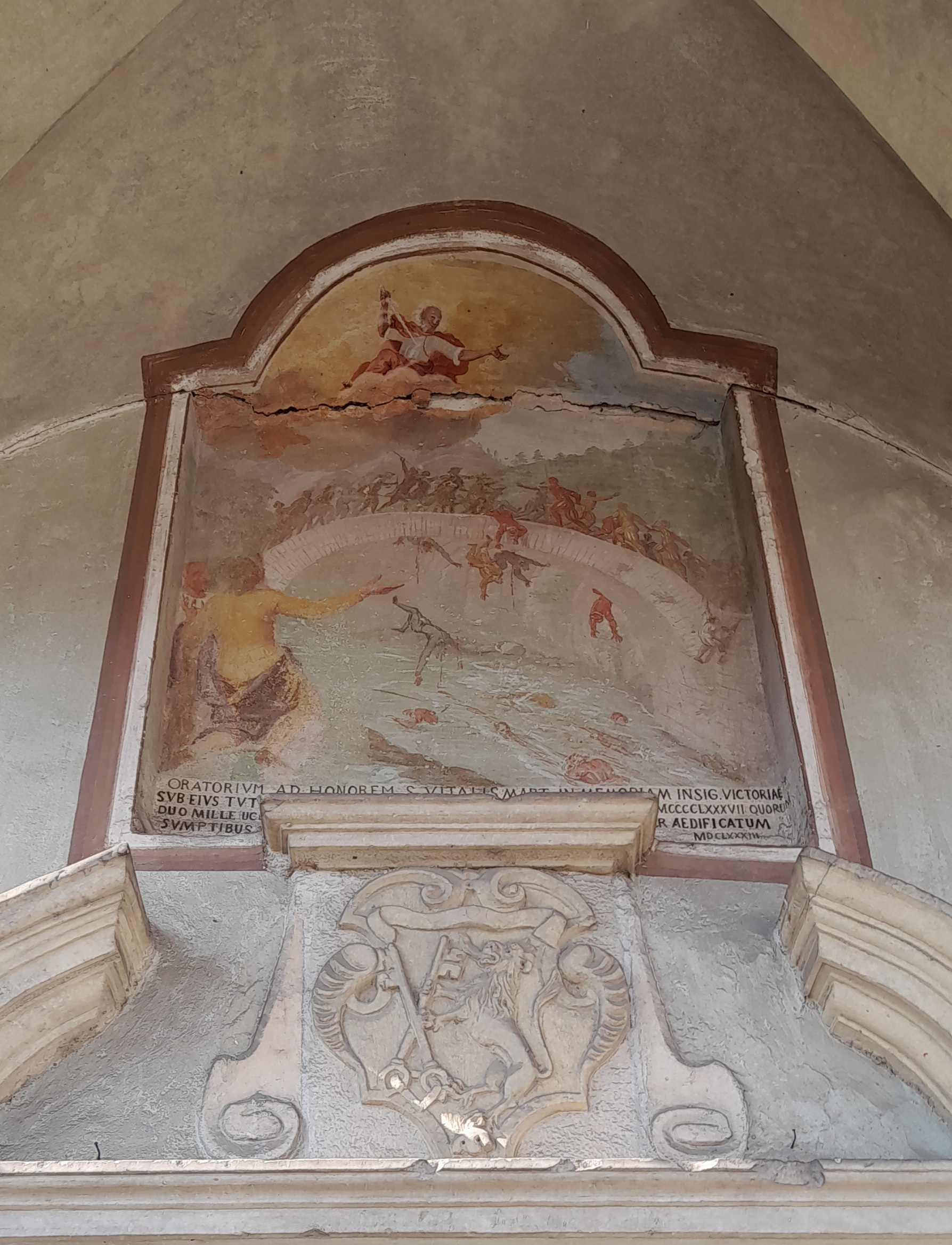
Affresco oratorio di San Vitale al Ponte

Crevoladossola (Creula in dialetto ossolano; conosciuta come z'Kreful in walser formazzino) è un comune italiano di 4 432 abitanti della provincia del Verbano-Cusio-Ossola in Piemonte. È situato sulla strada statale del Sempione ed è separato dalla contigua Domodossola dal torrente Bogna, in corrispondenza della sua confluenza nel fiume Toce.
La comunità di Crevola è suddivisa in molte frazioni sparse, nate probabilmente attorno a dei poderi unifamiliari autonomi poi diventati insediamenti più consistenti. Crevola apparteneva storicamente alla Curia di Mattarella ai cui Statuti la comunità si riferiva. Purtroppo non è giunto fino a noi nessun codice di Crevola che pure ebbe Statuti propri, anche più volte riformati; ad oggi si conosce il testo “ordines hominum communis creuole” risalente ai primi anni del XVII secolo che ha più le caratteristiche dei cosiddetti bandi campestri che non quelle di un codice vero e proprio.
L’attuale comune nasce nel 1929 con la fusione fra i tre comuni di Crevola, Preglia e Caddo.

## Geografia fisica
Da Crevoladossola si dipartono due delle valli ossolane: la val Divedro, che porta al confine con la Svizzera ed è attraversata dalla ferrovia internazionale del Sempione e la Valle Antigorio, segnata dal corso del Toce. Il comune di Crevoladossola è essenzialmente formato dai tre abitati di Crevola, Preglia e Caddo. La zona maggiormente popolata è quella di Preglia, situata in piano nella zona sud del comune, dotata di stazione ferroviaria e ormai praticamente saldata all'abitato di Domodossola, come di fatto anche la frazione Caddo. Il centro vero e proprio di Crevoladossola si trova in posizione rialzata dominante la conca di Domodossola.

## Storia

### Epoca romana
Da Crevoladossola, in epoca romana, passava la via Severiana Augusta, la strada consolare che congiungeva Mediolanum (la moderna Milano) con il Verbannus Lacus (il lago Verbano, ovvero il Lago Maggiore, e da qui al passo del Sempione (lat. Summo Plano).

### La battaglia di Crevola
La battaglia di Crevola si inserisce nella guerra tra l'Ossola e il cantone svizzero del Vallese, storicamente collocata tra il 1482 il 1495. Fin dal 15 febbraio 1487 il duca di Milano è informato che in Vallese si stanno radunando delle truppe ed invia a Domodossola dei soldati per rinforzare le difese. Nel mese di aprile i vallesani ed i Confederati confluiscono verso Domodossola, sia dal Sempione che dalla Valle Antigorio; dopo diversi scontri il 28 aprile 1487 i vallesani si ritirano verso Crevoladossola e vengono sconfitti dalle milizie ducali nei pressi del ponte sul Diveria.
Per celebrare la vittoria contro gli svizzeri inizia la realizzazione dell'Oratorio di San Vitale di Crevoladossola tuttora visibile ai piedi del ponte napoleonico. Sopra l'ingresso si può ancora vedere un piccolo affresco che riporta una scena della battaglia di Crevola sopra il ponte medievale. Una scomparsa tradizione voleva che ogni anno, nell'anniversario della Battaglia, i domesi si recassero in processione presso l'oratorio che viene intitolato a san Vitale proprio per ricordare il giorno della Battaglia, dato che il 28 aprile cade appunto la ricorrenza di San Vitale.

### Le cave di Marmo
A monte della frazione Villa dell’Oro, in località Lorgino, esistono gli unici affioramenti di calcari dolomitici della zona, la cui componente principale è la dolomia, noti da sempre come “marmo di Crevola”. La coltivazione delle cave di Crevola è documentata con certezza a partire dall’età romanica, quando, nelle chiese ossolane, in primo luogo in quella di Crevola, ma anche in quella di S. Ambrogio di Seppiana in Valle Antrona, compaiono particolari decorativi intagliati in questa pietra.. In Ossola, sono note alcune Madonne con Bambino quattrocentesche scolpite a bassorilievo sul marmo, una delle quali è murata sopra il portale dell’oratorio di Pinone. Il marmo di Crevoladossola fu utilizzato per la costruzione del Duomo di Milano e, soprattutto per quello di Pavia, tanto che nel 1518 la Fabbrica del Duomo di Pavia acquistò tre cave di marmo nel territorio di Crevoladossola e fece costruire una strada per collegare le cave al Toce, da dove, passando attraverso il lago Maggiore e il Ticino, le pietre giungevano a Pavia. Alla fine del XVIII secolo la Fabbrica del Duomo cedette a privati ogni diritto sulle cave, che rimasero attive ancora nell'Ottocento, quando da esse furono ricavate le colonne dell'arco della Pace nel 1811.

### Simboli
Lo stemma del comune di Crevoladossola è stato concesso con decreto del presidente della Repubblica del 14 settembre 1984 e riprende, con piccole varianti, il blasone della famiglia Rido Della Silva.
La simbologia delle due chiavi è legata alla posizione di Crevoladossola che si trovava al bivio fra le strade che mettevano in comunicazione il Ducato di Milano con la Svizzera costituendo di fatto un importante snodo viario il cui controllo permetteva di consentire o impedire il passaggio.

## Monumenti e luoghi d'interesse

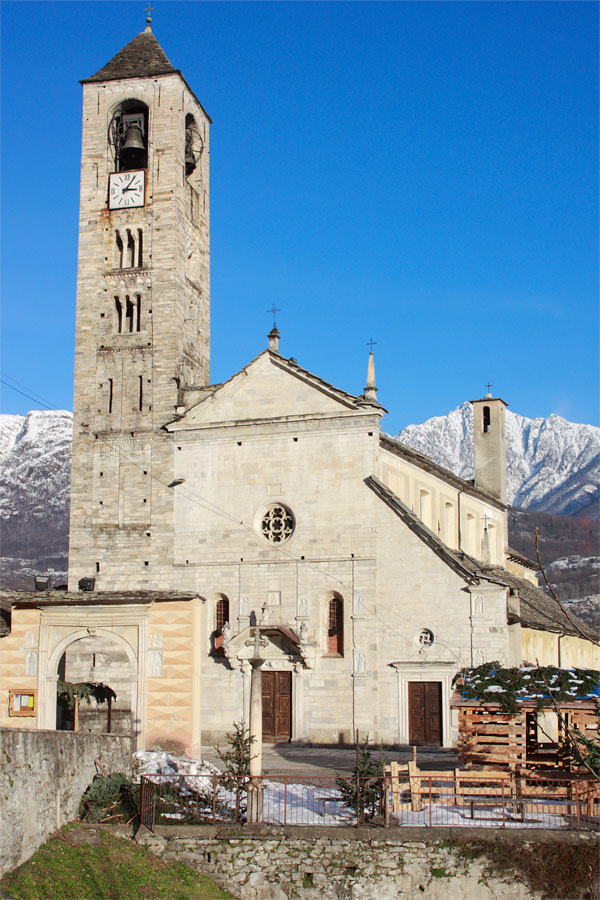
La Chiesa parrocchiale

Parrocchiale dei Santi Pietro e Paolo
Risale ai primi decenni del sec. XI, come si può apprezzare ancora nella torre campanaria, e ha subito nei secoli diverse modifiche. In particolare nel XVI secolo, su commissione della nobile famiglia dei Della Silva, venne realizzato l'attuale presbiterio, in forme tardo-gotiche, per opera dell'architetto presmellese Ulrich Ruffiner, operante nel Vallese. Le preziose vetrate istoriate, opera del maestro vetraio bernese Hans Funk, vennero realizzate nel 1526. Le pareti del presbiterio sono ornate da affreschi monocromatici negli sguinci delle finestre e da rappresentazioni dei Santi, attribuiti al pittore cinquecentesco Sperindio Cagnoli, così come l'Ultima Cena e le Sibille del sottarco.  La struttura sorge sui resti di una chiesa romanica come dimostra il campanile romanico dell'XI secolo; dell'antica chiesa sono rimaste conservate alcune parti nelle fiancate laterali e dei muri perimetrali della navata centrale. La chiesa romanica era costituita da un'aula rettangolare orientata da ovest ad est con un apside semicircolare a cui all'inizio del XVI secolo si aggiunsero due navate. il presbiterio di chiaro disegno gotico fu edificato a spese del capitano Paolo della Silva che costruì per la sua famiglia una vasta cripta sepolcrale. Il capitano Paolo della Silva decise poi di completare l'opera di abbellimento artistico con le già citate vetrate policrome che lo raffigurano ripetutamente in atto devozionale con i santi tutelari della famiglia e dalla comunità, insieme alla moglie Andreina De Rodis di Baceno. La tradizione vuole che Paolo della Silva abbia affidato la decorazione pittorica del coro al pittore Fermo Stella da Caravaggio. L’attuale facciata è il risultato di una serie di rimaneggiamenti, ampliamenti, sopraelevazioni di quella originaria. Appartiene al primo di questi interventi l’interessante apparato decorativo scultoreo costituito da una serie di lapidi e formelle distribuite lungo l’asse centrale e sulle quattro lesene che scandiscono la facciata in tre campiture. Tutti i bassorilievi sembrano provenire da un’unica mano, identificata con quella dello scultore locale Antonio da Domodossola, già conosciuto come il “maestro di Crevola”.
Battistero di San Giovanni o Carné
Edificio con forma di oratorio con presbiterio affrescato, collocatato di fronte alla chiesa dei SS. Pietro e Paolo. Fu costruito nel XVI secolo. Era presente una fonte battesimale che fu poi trasferita nella chiesa antistante. Fu adibito ad ossario (carnerium da cui “carnè”). Fu usato per vari scopi, oratorio, luogo di riunioni dei consiglieri del comune ed anche come autorimessa. Recentemente è stato sottoposto a restauro da Claudio Valazza. Il presbiterio ha pareti e volta affrescati con pitture attribuite in parte a Fermo Stella da Caravaggio datati al 1535.

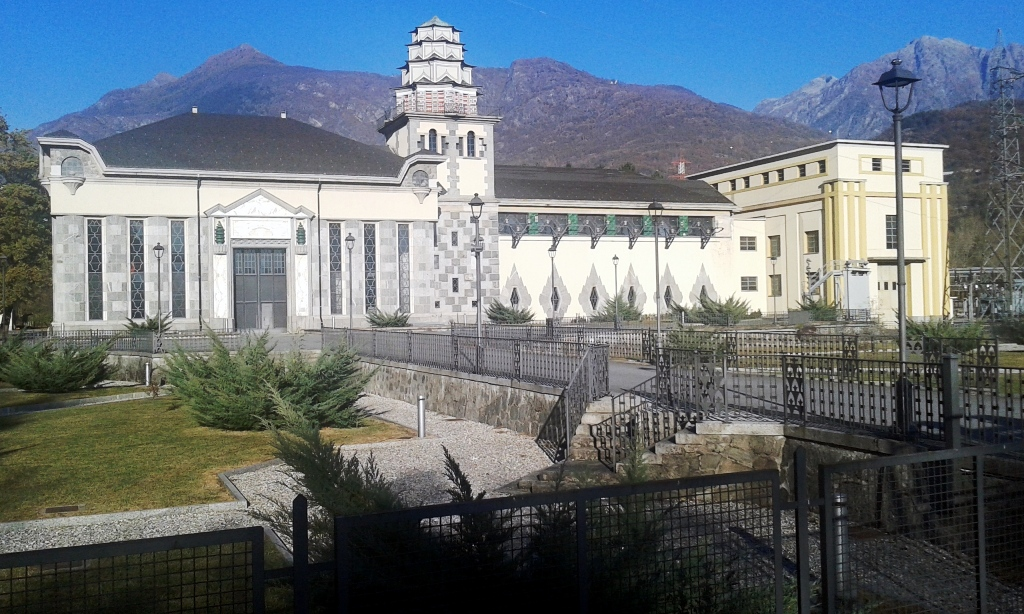
Centrale Crevola Toce, realizzata su progetto di Piero Portaluppi nel 1925.

Centrale idroelettrica di Crevola Toce
Vero capolavoro dell’architettura industriale degli anni 20. Fu commissionata dall’imprenditore Ettore Conti direttore della Società per Imprese Elettriche Conti. L’edificio fu progettato dal famoso architetto milanese Piero Portaluppi nel 1923 e i lavori furono completati nel 1925. La centrale è in stile Decò, di cui Portaluppi fu uno dei principali esponenti. Il Decò recupera alcuni elementi dallo stile Liberty, fra cui la fusione di stili, ma abbandona la sovrabbondanza decorativa e favorisce il ricorso a elementi decorativi più semplici e geometrici. L’edificio pensato da Portaluppi si compone di tre blocchi distinti: la sala macchine, la torre per il raffreddamento dell’acqua e la cabina di trasformazione, ognuno caratterizzato da un carattere particolare. La torre di raffreddamento è sormontata da uno stupefacente tetto a pagoda, che richiama a tradizioni architettoniche orientali. Ancora nuove suggestioni animano la facciata della sala da trasformazione, con le sue sei grandi finestre. Nel 2017 le poste italiane hanno emesso un francobollo in commemorazione del cinquantenario della scomparsa di Portaluppi, che raffigura proprio la centrale di Crevola, a sottolineare l’importanza artistica dell’edificio.
Ponte di Crevola
Il territorio di Crevoladossola assume un grosso rilievo storico in quanto si trova alla confluenza della Val Divedro e della Val Antigorio che portavano ai due storici valichi verso la Svizzera. Il ponte sul Diveria è sempre stato quindi un collegamento importante verso l'Europa. L'attuale ponte di origine napoleonica sostituisce quello medievale, distrutto da una piena nei primi anni del 1500, di cui sono ancora visibili i resti. Napoleone il 7 settembre 1800 ordinò di dare inizio ai lavori per costruire una strada che congiungesse Milano a Parigi attraverso il Passo del Sempione; per realizzarlo si utilizzarono delle pietre già squadrate provenienti dall’abbattimento del campanile della chiesa di S. Francesco a Domodossola.  Il ponte è ancora ben saldo e transitabile dalla strada provinciale che ancora porta verso il Sempione e rappresenta di fatto il simbolo della comunità crevolese. Esisteva anche un secondo ponte antico sul Diveria, collocato appena dopo l’ingresso nella valle Divedro, il cosiddetto Ponte dell'Orco che fu distrutto da una piena nel 1958, di esso non si hanno che alcune foto e pochi resti lungo le sponde del fiume.
Oratorio di San Vitale al ponte
Costruito in seguito alla vittoria delle milizie ducali di Milano su quelle svizzere avvenuta nella zona del ponte di Crevola il 28 aprile 1487. Il nome deriva dal fatto che il 28 aprile ricorre la festa dei Santi Vitale e Valeria genitori dei Santi Gervasio e Protasio, protettori dell’Ossola superiore, ai quali è intitolata la chiesa di Domodossola, sull'altare dell'oratorio è conservato un quadro dei santi del pittore Carlo Mellerio. Sopra la porta di ingresso troviamo ancora un affresco che ricorda l'evento bellico; appena sotto è riportato lo stemma in marmo della famiglia Della Silva, ossia il leone rampante. Alla costruzione concorsero i cittadini domesi ma anche diverse comunità ossolane fra cui quella di Crevola. L'oratorio è stato il punto di arrivo di una processione votiva che partiva da Domodossola per ricordare la battaglia, questa tradizione durò fino al 1779, anno in cui il vescovo Aurelio Balbis Bertone proibì le processioni all'esterno della propria parrocchia.
I borghi di origine medievale di Oira e Canova.
La torre di Ardignaga.
La torre si trova ad Ardignaga borgo di Caddo, che è la località che sorge in prossimità del Rio Deseno che separa Crevoladossola da Domodossola.  Fu già descritta dal Nigra nel suo libro “Torri Castelli e case forti del Piemonte” nel 1937. Alcuni documenti fanno risalire la sua origine alla famiglia Dalla Silva e al XIII secolo. Si tratta di una torre a pianta quasi quadrata di oltre sette metri di lato con muri spessi circa 1,4 m. L’unico ingresso alla torre era una porta aerea posta a circa 4,5 metri da terra sul lato ovest. La struttura è alta circa 16 metri e il tetto in piode è stato recentemente ripristinato.

## Società

### Evoluzione demografica
Abitanti censiti

## Economia
L'economia è basata sull'industria, specialmente quella della lavorazione del sasso, sull'artigianato incentrato sul marmo, e in minor misura, sul terziario ed il turismo alpino.
Connessioni in banda ultra larga: dall'autunno 2020 è entrata in servizio la fibra ottica che copre tutto il territorio comunale, sia con tecnologia FTTH sia con tecnologia FTTC.

## Galleria d'immagini

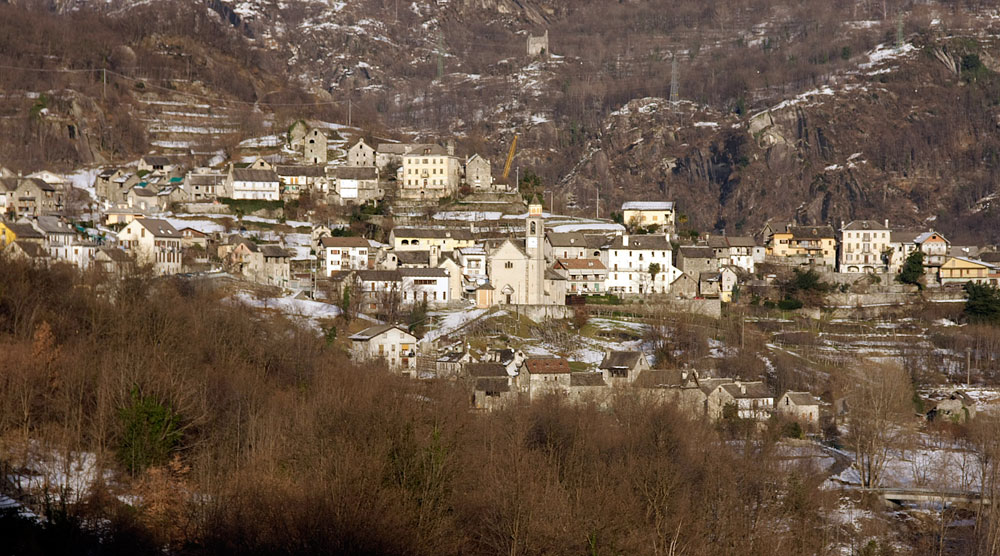
Panorama delle frazioni Oria e Canova (il piccolo nucleo alla base della chiesa)
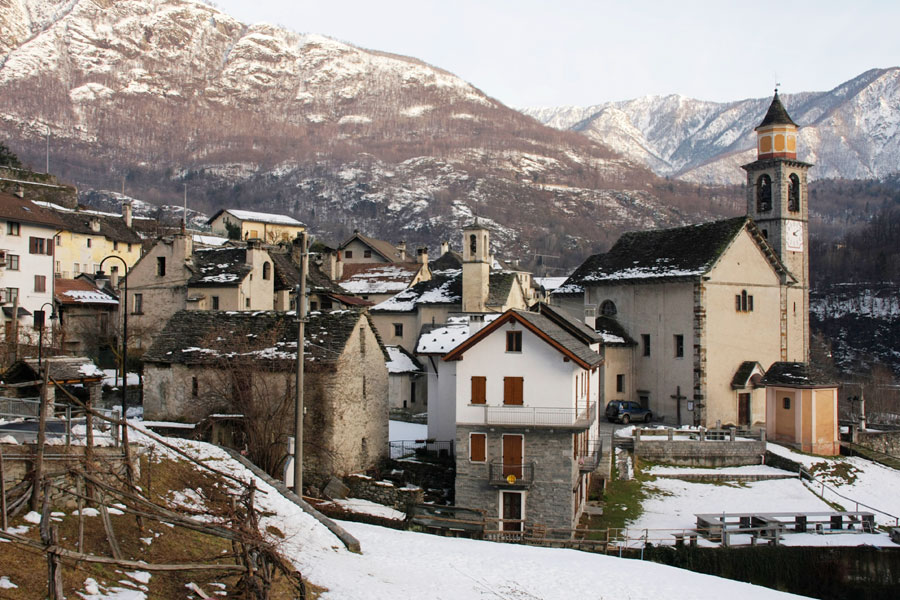
Veduta di Oira
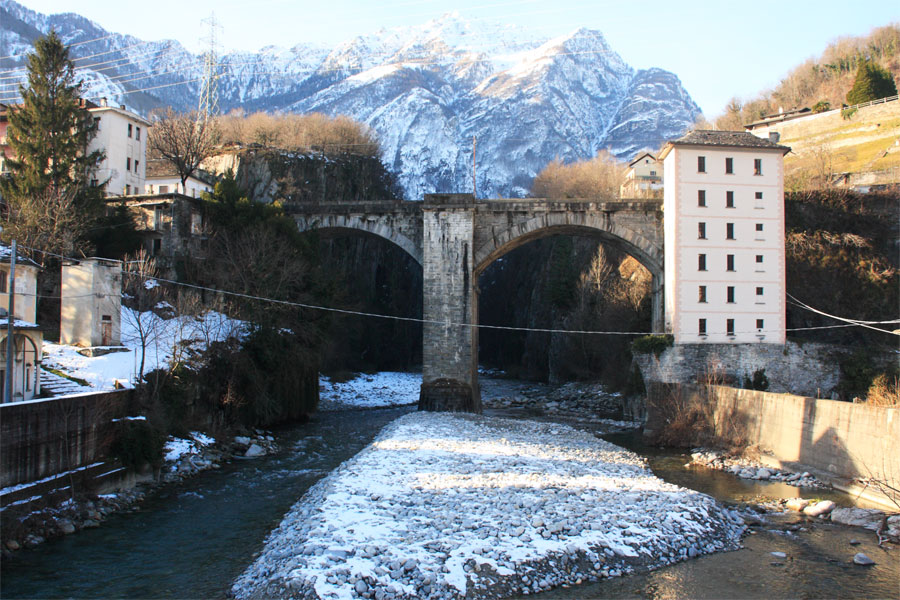
Il ponte Napoleonico allo sbocco della gola scavata dal torrente Diveria. Sulla destra la casa del dazio. Ai cui piedi sono visibili i resti del ponte medioevale.

## Amministrazione
Di seguito è presentata una tabella relativa alle amministrazioni che si sono succedute in questo comune.
| Periodo        | Periodo         | Primo cittadino      | Partito                         | Carica  | Note   |
| -------------- | --------------- | -------------------- | ------------------------------- | ------- | ------ |
| 24 aprile 1995 | 6 dicembre 1995 | Mario Biggio         | centro                          | Sindaco | [ 12 ] |
| 10 giugno 1996 | 17 aprile 2000  | Carlo Rolandi        | sinistra                        | Sindaco | [ 12 ] |
| 17 aprile 2000 | 5 aprile 2005   | Marcello Dalla Pozza | lista civica                    | Sindaco | [ 12 ] |
| 5 aprile 2005  | 30 marzo 2010   | Marcello Dalla Pozza | lista civica                    | Sindaco | [ 12 ] |
| 30 marzo 2010  | 31 maggio 2015  | Giovanni Rondinelli  | lista civica                    | Sindaco | [ 12 ] |
| 31 maggio 2015 | in carica       | Giorgio Ferroni      | lista civica Per Crevoladossola | Sindaco | [ 12 ] |

### Altre informazioni amministrative
Fa parte dell'unione di comuni montana delle Valli dell'Ossola.